# Mikaera Tewhata
Pas d'image ? Cliquez ici

a Compétitions nationales et continentales officielles uniquement.

Mikaera Tewhata, né le 22 juin 1976 à Kaikohe (Nouvelle-Zélande), est un joueur néo-zélandais de rugby à XV qui évolue au poste de deuxième ligne.

## Biographie
Né à Kaikohe, une ville située tout au nord de la Nouvelle-Zélande, il rejoint la France pour s'aguerrir avant de revenir en Nouvelle-Zélande afin de postuler à une place dans une équipe de Super 14. Il évolue avec le FC Auch. Séduit par la culture française, et sollicité par la Section paloise et l'Aviron bayonnais, il rejoint ce dernier club qui évolue alors en Pro D2. Il participe à la montée en Top 14 au terme de la saison 2003-2004.
Le 16 août 2007, alors que l'équipe d'Irlande bat l'Aviron bayonnais sur le score de 42 à 6 en match de préparation à la coupe du monde 2007, il blesse Brian O'Driscoll au visage à la suite d'un coup de poing. Ce dernier souffre d'une fracture du sinus et est susceptible de manquer le premier match de la coupe du monde contre l'équipe de Namibie (match qu'il jouera finalement). Le 18 août, Mikaera Tewhata est suspendu administrativement par la FFR en attendant une décision définitive à son sujet et l'Aviron bayonnais décide de ne plus le faire jouer lors de ses matchs amicaux. Finalement le 25 septembre la sanction tombe et Mikaera Tewhata écope de 40 jours de suspension et est donc requalifié le jour même.
En 2010, il quitte le club de l'Aviron pour rejoindre pour deux saisons l'US Dax, séduit par le projet du nouveau manager Olivier Roumat. Joueur d'expérience, il est désigné capitaine de l'équipe.

## Palmarès
- Championnat de France de 2e division :
  - Finaliste : 2004 avec l'Aviron bayonnais.
  - Demi-finaliste : 2012 avec l'US Dax.